# Corvus antipodum
Corvus antipodum — вимерлий вид горобцеподібних птахів роду Крук (Corvus) родини Воронових (Corvidae).

## Поширення
Вид був широко поширений у Новій Зеландії.
Були два підвиди: крук Північного острова (Corvus antipodum antipodum Forbes, 1893) і крук Південного острова (Corvus antipodum pycrofti Gill, 2003)
Скам'янілі рештки виду знайдені у плейстоценових та голоценових відкладеннях. Вимер птах після 1500 року. Голотип зберігається у Музеї Нової Зеландії Те Папа Тонгарева.